# Атеф
Атеф — біла корона з двома пофарбованими в червоний колір пір'їнами страуса з боків, яку носив давньоєгипетський бог Осіріс. Між двома страусовими пір'їнами розташована схожа на витягнуту цибулину біла поверхня корони. Пір'я страуса пишне біля основи, згори утворює невеликий завиток. Те ж саме пір'я (тільки по одному) носила богиня мудрості Маат. Пір'я корони атеф чимось схоже на пір'я хвоста сокола, також схоже на пір'я корони Амона, тільки у нього воно вужче, пряме та згори не завивається.
За короною атеф можна розпізнати Осіріса на давньоєгипетських фресках. Корона атеф на його голові є свого роду символом управління загробним світом. Пір'я уособлює істину, справедливість і баланс. За зовнішнім виглядом корона атеф схожа на корону хеджет, яку носили фараони Верхнього Єгипту. Відмінність двох корон в тому, що на короні хеджет не було пір'я з боків.

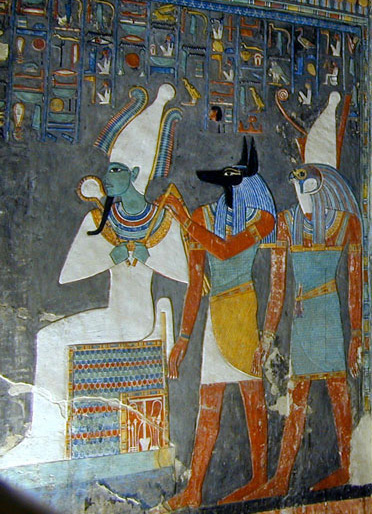
Осіріс (ліворуч) в короні атеф
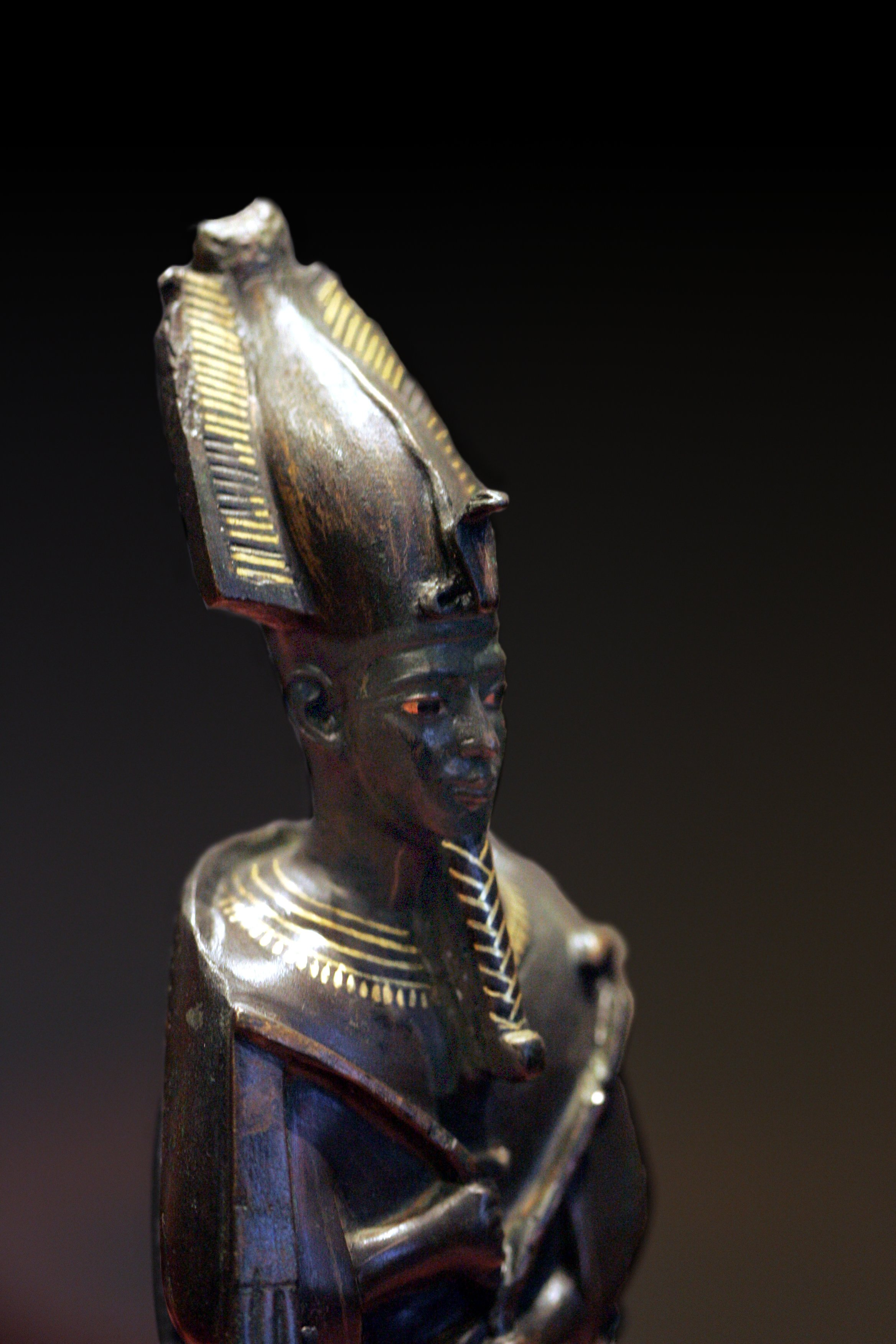
Осіріс в короні атеф
Атеф